# Референдум за независимост на Република Македония
Референдумът за независимост на Република Македония се провежда на 8 септември 1991 година. Той е одобрен от 96,4% от гласувалите, при избирателна активност 75,7%. Въпросът на референдума е нееднозначен и гласи: Дали сте за суверена и независна држава Македонија, со право на влез во иден сојуз на суверените држави на Југославија?
8 септември се чества като Ден на независимостта в Северна Македония.

## Резултати
| Избор                                           | Гласове   | %    |
| ----------------------------------------------- | --------- | ---- |
| За                                              | 1 079 308 | 96,4 |
| Против                                          | 39 639    | 3,6  |
| Невалидни/празни бюлетини                       | 13 648    | –    |
| Общо                                            | 1 132 595 | 100  |
| Регистрирани избиратели / избирателна активност | 1 495 807 | 75,7 |
| Източник: Nohlen & Stöver                       |           |      |